# Andrew Gower
Andrew Christopher Gower (født 2. december 1978) er en britisk computerspiludvikler. Han grundlagde sammen med Paul Gower og Constant Tedder det Java-baserede selskab, Jagex. Gower er også kendt som en af de ledende udviklere af RuneScape, et populært MMORPG-spil.